# 南贛盜亂
南贛盜亂，或称南赣戡乱，是指明朝正德年间，在江西地区一场民变。从正德六年（1511年）开始，波及赣、闽、广三省，一直到正德十三年（1518年）才被王守仁平定民变。
正德六年（1511年）夏四月，江西诸郡盗贼蠭起，正德十一年（1516年），兵部尚书王琼举荐王守仁为都察院左佥都御史，巡抚南赣。当时，江西南部以及江西、福建、广东交界的山区爆发民變。谢志山据横水、左溪、桶冈，池仲容（池大鬓）据浰头，皆称王，与大庾陈曰能、乐昌高快马、郴州龚福全等进攻府县。而福建大帽山詹师富等又发动叛乱。前任巡抚文森托病离任。山民依靠山地据洞筑寨，自建军队，方圆近千里。
正德十三年（1518年）正月，王守仁平定池仲容部，奏请设立和平县，并兴修县学。三月，守仁抵达江西蒞任。他迅速调集三省兵力，镇压了信丰等地的民變。七月，王守仁念战争破坏巨大，上奏请求朝廷允准招安。明廷遂賜以節度地方军政，准其便宜行事。十月，王守仁率兵攻破实力最强的江西崇义县左溪蓝天凤、谢志山军寨，并会师于左溪。王守仁并亲自前往劝降。十一月，王守仁遣使招安，并攻破蓝天凤部。